# 1923 aux échecs
| Années des échecs : 1920 - 1921 - 1922 - 1923 - 1924 - 1925 - 1926    |
| Décennies des échecs : 1890 - 1900 - 1910 - 1920 - 1930 - 1940 - 1950 |

Cet article présente les faits marquants de l'année 1923 aux échecs.

## Championnats nationaux
- Argentine : Damian Reca remporte le championnat[1],[2].

- Autriche : Anton Schara remporte un championnat, non officiel[3]. Chez les femmes, c’est Paula Kalmar qui s’impose[4].
- Belgique : George Koltanowski remporte le championnat[5].
- Canada : Pas de championnat[6].
- Écosse : William Gibson remporte le championnat[7].
- France : Georges Renaud remporte la première édition du championnat de France d’échecs[8],[9].

- Royaume-Uni de Grande-Bretagne et d'Irlande : George Thomas remporte le championnat[10].

- Suisse : Hans Johner remporte le championnat [11].

## Naissances
- Jakov Estrine, champion du monde par correspondance 1972-1975
- Svetozar Gligorić

## Nécrologie
- En 1923 : John Washington Baird (en), A.T. Bigelow (en)
- 20 mars : Alexander Solovtsov (en)
- 27 mars : Egil Jacobsen (en)
- 29 août : Georg Marco
- 7 novembre : Semion Alapine
- 30 décembre : James Hanham (en)